# Dějiny Jižní Koreje
Dějiny Jižní Koreje začínají jejím založením 15. srpna 1948, ačkoli I Sung-man vyhlásil nezávislost již dva dny před tímto datem.
V důsledku japonské okupace Koreje, která skončila japonskou porážkou ve druhé světové válce v roce 1945, byla Korea rozdělena podél 38. rovnoběžky v souladu s dohodou v OSN. USA spravovaly jižní část a SSSR severní část. Korejská prozatímní exilová vláda byla ignorována, především kvůli americkým obavám z toho, že byla komunisticky orientovaná. Toto rozdělení mělo být pouze dočasné a Korea měla být vrácena korejskému lidu poté, co by USA, SSSR, Čína a Spojené království dosadily vhodnou vládu. Sověti a Američané se ale nebyli schopni dohodnout na společné správě Koreje. To vedlo v roce 1948 ke vzniku dvou samostatných vlád, přičemž obě se považovaly za jedinou zákonnou vládu celé Koreje. Po korejské válce došlo ke stabilizaci situace, odcizení obou zemí a jejich vzájemné izolaci.
Následná historie Jižní Koreje je poznamenána obdobími střídání demokratických a autokratických vlád. Civilní vlády jsou obvykle číslovány od první republiky v čele s I Sung-manem až po současnou šestou republiku. První republika, která byla po svém založení demokratická, se stávala čím dál více autokratickou, až nakonec v roce 1960 padla. Druhá republika byla silně demokratická, ale během méně než jednoho roku byla svržena a nahrazena autokratickým vojenským režimem. Třetí, čtvrtá a pátá republika byly nominálně demokratické, ale jsou často považovány za pokračování vojenské vlády. V roce 1987 došlo k nástupu šesté republiky a stabilizaci liberální demokracie.
Od svého založení Jižní Korea zaznamenala značný pokrok ve vzdělávání, ekonomice a kultuře. Vzdělání, a to zejména na terciární úrovni, zaznamenalo výrazný skok vpřed. Ačkoli po korejské válce patřila mezi nejchudší státy světa, od té doby její ekonomika zaznamenala rapidní růst a zařadila se mezi asijské tygry. Dnes je Jižní Korea plně vyspělým státem s ekonomikou světového významu a 15. nejvyšším HDP na světě.

## Americká vojenská správa 1945-1948

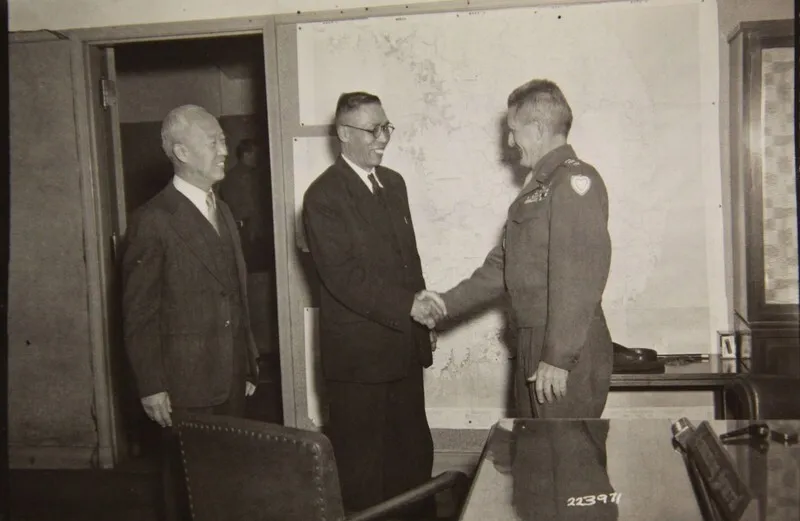
I Sung-man (zcela vlevo) a generál Hodge (zcela vpravo)

Celý Korejský poloostrov byl od roku 1910 okupován Japonskem. Když japonský císař Hirohito oznámil 15. srpna 1945 kapitulaci Japonského císařství ve druhé světové válce, bylo jasné, že japonská vláda na Koreou končí. Spojenci předepsali oddělené procedury kapitulace pro japonské síly v Koreji severně a jižně od 38. rovnoběžky. To znamenalo začátek sovětské okupace na severu a americké okupace na jihu. Měly být nahrazeny poručnictvím Spojených států, Británie, Sovětského svazu a Číny, které by připravilo korejskou nezávislost. Toto poručnictví bylo projednáváno na Jaltské konferenci v únoru 1945.
Síly USA se vylodily v Inčchonu 8. září 1945 a krátce poté USA nastolily vojenskou vládu. Vlády se ujal americký generál John R. Hodge. Tváří v tvář rostoucí lidové nespokojenosti založil Hodge v říjnu 1945 Korejský poradní sbor, který převzal kontrolu nad zemí. Levicově orientovaná Prozatímní vláda Korejské republiky, která operovala z Číny, vyslala k Hodgovi delegaci, ale ten se s ní odmítl setkat. Stejně tak Hodge odmítl uznat nově vyhlášenou Korejskou lidovou republiku a 12. prosince ji postavil mimo zákon. Situaci na jihu Koreje komplikoval i příliv uprchlíků ze severu, kteří nechtěli žít pod komunistickou vládou, která se tam rychle etablovala.

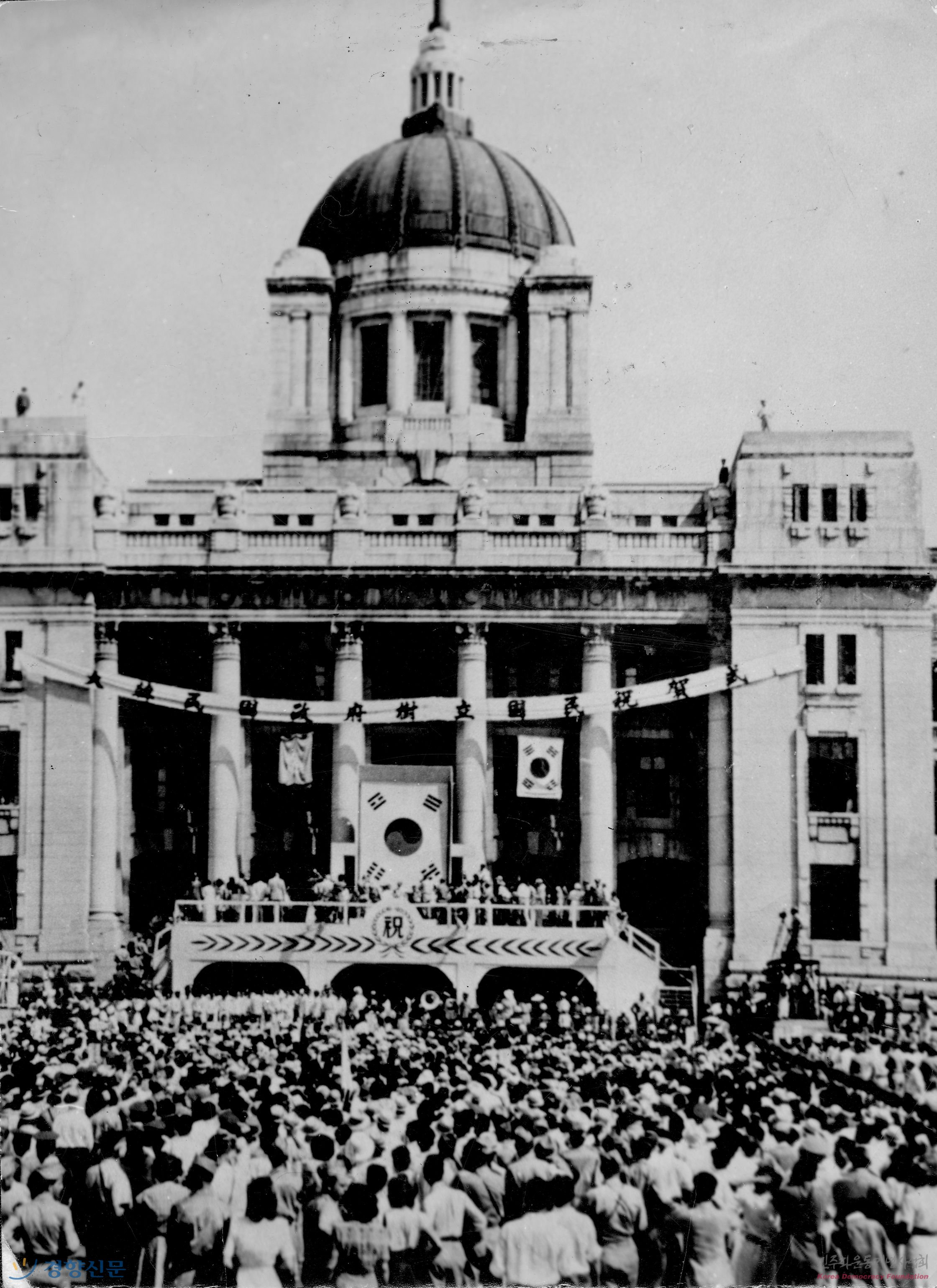
Slavnostní vyhlášení Jižní Koreje 15. dubna 1948

V roce 1946 byl vytvořen prozatímní zákonodárný sbor a prozatímní vláda, vedené Kimem Kju-sikem a I Sung-manem (v minulosti v českých zdrojích často uváděn jako Li Syn-man). Problémem však byla místní správa, která byla často pod kontrolou levicových lidových výborů. Američané je nahrazovali vlastními vojenskými správci, jenže ti neznali dobře ani místní podmínky, ani jazyk.
V prosinci 1945 se sešla konference v Moskvě zaměřená na vyřešení korejské otázky. Diskutovalo se o pětiletém poručnictví a byla ustavena společná americko-sovětská komise. Komise se občasně setkávala v Soulu, ale jednání o vytvoření celokorejské vlády uvázla na mrtvém bodě poté, co padla železná opona a začala studená válka. V září 1947 proto USA předložily tuto otázku Valnému shromáždění OSN. 
Rezoluce Valného shromáždění OSN vyzvala k všeobecným volbám v celé Koreji pod dohledem OSN, ale poté, co Sever tento návrh odmítl, se v květnu 1948 konaly všeobecné volby do Ústavodárného shromáždění pouze na jihu. Shromáždění pak přijalo ústavu, která stanovila prezidentskou formu vlády. Podle ustanovení této ústavy se v červenci konala nepřímá prezidentská volba. Zvolený I Sung-man pak 15. srpna 1948 vyhlásil Korejskou republiku (dnešní Jižní Korea). Na severu vyhlásil 9. září 1948 Kim Ir-sen komunistický stát. Valné shromáždění OSN 12. prosince 1948 uznalo rezolucí 195 I Sung-manovu vládu za jedinou právoplatnou vládu Koreje. Což nijak nezabránilo tomu, že Jižní a Severní Korea (KLDR) se fakticky staly oddělenými státy s diametrálně odlišnými politickými, ekonomickými a sociálními systémy.

## První republika 1948-1960

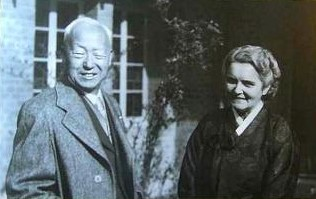
I Sung-man se svou manželkou Francescou Donnerovou, narozenou ve Vídni

I Sung-manova vláda úspěšně potlačila komunistické povstání na Čedžu a povstání v Sunčchonu a Josu. Zahynuly přitom desítky tisíc lidí. I Sung-man si nicméně uvědomoval, že jedním z největších trumfů komunistů na severu, který lákal rolnické masy, byla pozemková reforma. Rozhodl se tedy v červnu 1949 vyhlásit vlastní, poměrně rozsáhlou pozemkovou reformu. Velcí pozemkoví vlastníci ztratili většinu své půdy a přibližně 40 procent jihokorejských zemědělců se stalo drobnými vlastníky půdy.
S rozdělením země se vztahy mezi oběma Korejemi postupem času stávaly nepřátelštějšími. Když se sovětská vojska v roce 1948 stáhla ze severu, Severní Korea tlačila na Jih, aby také vypudil vojenské síly Spojených států. I Sung-man však viděl Američany jako pojistku jak proti hrozbě invaze ze severu, tak proti Japoncům. I Američané rychle pochopili, že jihokorejský režim je důležitá karta ve studené válce. Jejich finanční pomoc byla velkorysá, rovnala se prakticky celému státnímu rozpočtu.
I Sung-man snil o možnosti sjednotit poloostrov vojenskou silou, ale objektivně neměla jihokorejská armáda takový potenciál a neexistoval ani národní konsensus v této věci, což prozradily volby v květnu 1950, v nichž uspěli hlavně nezávislí kandidáti, oponující plánům na invazi na sever. Mír tím ale nezachránili, naopak za měsíc po volbách zaútočil komunistický sever. 

### Korejská válka

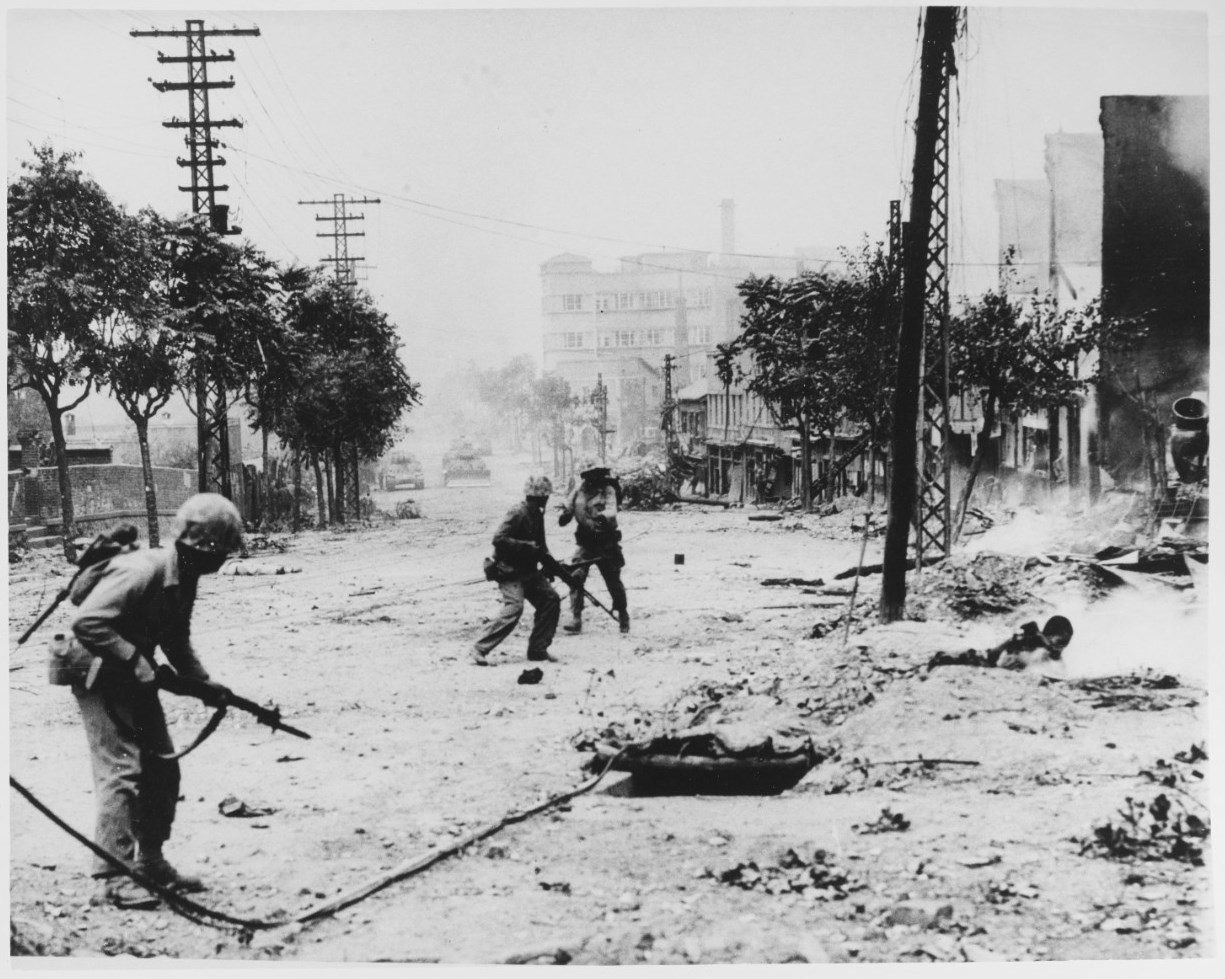
Bitva o Soul roku 1951

V červnu 1950 překročila vojska KLDR hraniční rovnoběžku a zahájila tak korejskou válku. Jih byl podporovaný Spojenými státy a OSN, sever Sověty, Čínou a východním blokem. Úvodní komunistickou ofenzivu jižané zastavovali jen s vypětím všech sil a v jisté chvíli drželi již jen tzv. pusanský perimetr na jihu poloostrova. V září 1950 se Američané vylodili u Inčchonu a donutili komunisty k překotnému ústupu, zčásti dokonce na území Číny. Severní režim zachránili Číňané, kteří do boje poslali armádu "dobrovolníků". Ti v lednu 1951 dobyli Soul. Americký generál Douglas MacArthur v tu chvíli žádal užití jaderných zbraní, což ho stálo místo velitele sil OSN. V březnu se Američanům podařilo znovu dobýt Soul a zatlačit nepřítele zpět za 38. rovnoběžku, kde se fronta zastabilizovala (tedy zhruba na původní demarkační čáře). 

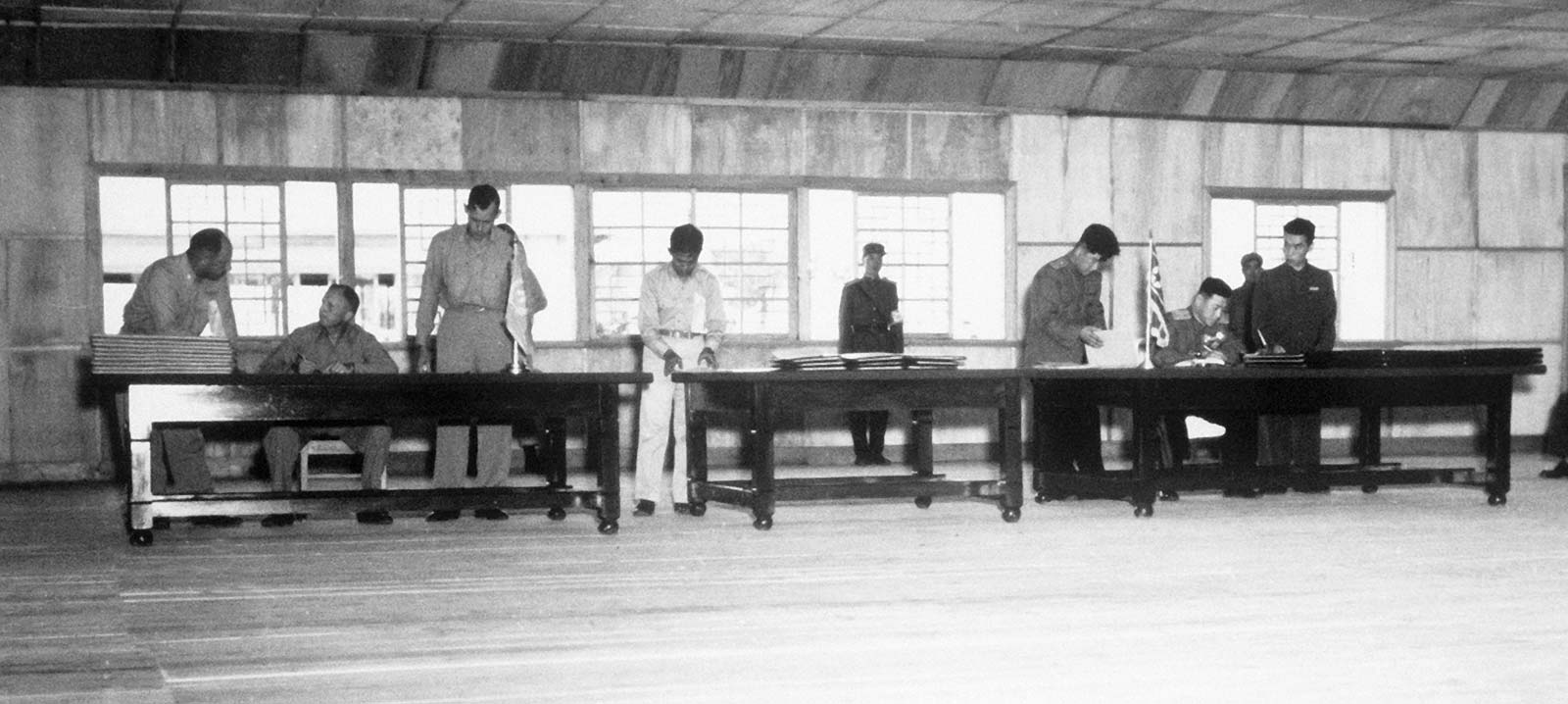
Podpis historického příměří v Pchanmundžomu

Přesto válka ještě téměř dva roky pokračovala, a to za mimořádných obětí. Nešlo jen o oběti samotné války, mnozí civilisté padly za oběť i politickému násilí, na jihu byl známým příkladem masakr ligy Bodo, kdy jihokorejské síly povraždily 60 000 do 200 000 lidí podezřelých ze sympatií ke komunismu. Příměří bylo nakonec podepsáno až 27. července 1953 v Pchanmundžomu. Korejský poloostrov byl rozdělen demilitarizovanou zónou. Příměří platí dosud, plnohodnotná mírová smlouva nebyla nikdy podepsána. Jihokorejská vláda, během války sídlící v Pusanu, se vrátila do Soulu symbolicky 15. srpna 1953, v den výročí vzniku státu.
Jih ve válce ztratil asi milion vojáků (326 tisíc z nich byli Američané) a ztratil i další milion civilistů. Sever ztratil více vojáků, asi 1,7 milionu, ale drtivá většina z nich byli Číňané (asi 1,4 milionu). Celkové odhady civilních obětí v celém konfliktu sahají až ke 3 milionům. Někdy jsou uváděna ale i vyšší čísla, to podle toho, zda se k obětem války počítají uprchlíci, kteří se utopili na moři na vratkých plavidlech. Jižní Korea se z mimořádně brutální války vzpamatovávala celé desetiletí.

### Utužování režimu
Ještě během války se I Sung-man upevnit kontrolu nad politickou scénou. V květnu 1952 pochopil, že ho Národní shromáždění znovu nezvolí, a tak silou prosadil ústavní dodatky, které z prezidentského úřadu učinily přímo volenou funkci. Aby si zajistil v přímé volbě vítězství, vyhlásil stanné právo a zatkl opoziční členy parlamentu i protivládní aktivisty. V parlamentních volbách v roce 1954 znovu získal kontrolu nad parlamentem a poté prosadil ústavní dodatek, který ho zbavil osmiletého limitu v úřadu prezidenta. Znovu tak byl zvolen v roce 1956. Brzy poté jeho administrativa zatkla členy opozice a popravila některé opoziční vůdce jako údajné severokorejské špiony. 

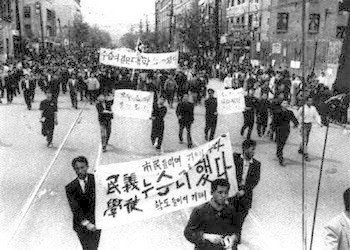
Dubnová revoluce

V roce 1958 vláda změnila zákon o národní bezpečnosti, aby zvýšila kontrolu vlády nad všemi úrovněmi státní správy, včetně místních jednotek. Tato opatření vyvolala mezi lidmi velké pobouření, ale navzdory protestům I Sung-man drtivě zvítězil v březnu 1960 ve zfalšovaných prezidentských volbách. V dubnu vypukly studentské protesty ve městě Masan. Policie je tvrdě potlačila, ale po nalezení těla jednoho mrtvého studenta se rozšířily do celé země. 19. dubna se konal velký studentský pochod v Soulu, což bývá někdy označováno za začátek tzv. dubnové revoluce. Vláda vyhlásila stanné právo, povolala armádu a nechala střílet do protestujících davů. 142 studentů bylo zabito. Protesty ale neutichaly. 26. dubna podal I Sung-man demisi a uprchl do exilu. Čtyři členové jeho rodiny spáchali sebevraždu, ačkoli se spekuluje i o tom, že byli zavražděni osobními strážci.
K paradoxům pádu první republiky patří, že mohutné studentské hnutí bylo přímým důsledkem I Sung-manovy sázky na široce dostupné vysokoškolské vzdělání. I Sung-manovi se rovněž nepodařilo příliš restrukturalizovat ekonomiku, takže společnost 50. let zůstala velmi rovnostářská a homogenizovaná, což podporovalo demokratického ducha. Ekonomické neúspěchy I Sung-manovy éry zároveň dodávaly munici opozici. A byly to neúspěchy nepochybné - ještě v roce 1956 tvořila 58,4 procenta výdajů státního rozpočtu zahraniční pomoc. V druhé polovině 50. let byl roční růst HDP v průměru asi pětiprocentní, což je úroveň u rozvojové země nízká. Významný výkon se podařil jen v industrializaci. Japonci za své okupace vybudovali takřka všechen průmysl na severu (a spadl tak do klína komunistům), takže jihokorejský režim musel průmyslovou základnu budovat na zelené louce. Na konci I Sung-manovy vlády rostla průmyslová výroba tempem 14 procent ročně. 

## Druhá republika 1960-1963
Po svržení I Sung-mana vládě předsedal ministr zahraničí Ho Čong. Podle nové ústavy se Jižní Korea stala parlamentní republikou, což byl výjimečný stav, poněvadž vždy předtím i potom byla republikou prezidentskou. Shromáždění zvolilo prezidentem Jon Po-sona a premiérem Čang Mjona. Klíčovoi silou byla Demokratická strana. Republika ale nebyla schopna implementovat potřebné reformy a čelila lidovým protestům. Během osmi měsíců se konalo asi 2000 demonstrací. 16. května 1961 byla svržena pučem vedeným generálem Pak Čong-huiem. Pakovy se nelíbili politické čistky v armádě a obával se, že země zmítaná politickým chaosem a nárůstem odborového hnutí a levice upadne do komunismu.

### Vojenská vláda 1961-1963
Národní shromáždění bylo rozpuštěno a civilní úředníky nahradili vojenští důstojníci. V květnu 1961 junta vyhlásila "Sliby revoluce": antikomunismus, posílení vztahů se Spojenými státy, konec korupce, soběstačná ekonomika, úsilí o znovusjednocení Koreje a návrat k demokratické civilní vládě do dvou let. Základem Pak Čong-huiovy vlády se stala nově zřízená tajná policie (KCIA), která měla pravomoc zatýkat nepřátele vlády a režimu, běžné bylo i mučení. V prosinci proběhlo referendum o návratu k prezidentskému systému, který byl schválen 78 % hlasů. Ačkoli Pak původně slíbil, že se z politiky po dvou letech stáhne, nakonec kandidoval za nově vytvořenou Demokratickou republikánskou stranu, jejíž členové byli zejména funkcionáři KCIA. V roce 1963 těsně prezidentské volby vyhrál.

## Třetí republika 1963-1972

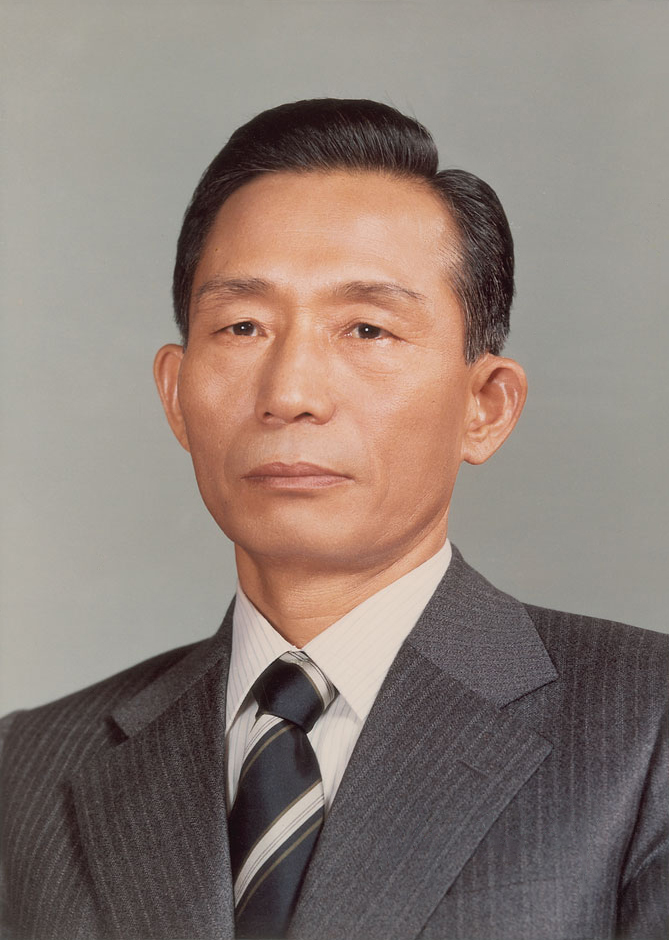
Pak Čong-hui

Pak se rozhodl vybudovat silně exportní a vládou přísně řízenou ekonomiku. Stát se rozhodl podpořit vznik některých soukromých firem a rozvoj určitých perspektivních odvětví. Vznikly takto některé obchodní kolosy, tzv. čeboly (obdoba japonských zaibacu). Ekonomika se začala rychle rozvíjet. Pakovy ekonomické reformy patří k nejúspěšnějším ve 20. století. Srovnatelně úspěšní "asijští tygři" byly většinou malými, často dokonce městskými státy (Hongkong, Singapur). Pak musel na rozdíl od nich pozvednout rozsáhlé vesnické oblasti. Učinil tak za pomoci programu Saemaul Undong ("Hnutí za novou vesnici"), který vyhlásil roku 1971.
Infrastrukturu Pak financoval především z japonských investic, s čímž byla spojena normalizace korejsko-japonských vztahů, která vyvrcholila smlouvou o vzájemných vztazích z roku 1965. To ovšem budilo nechuť v korejské veřejnosti, která byla po dlouhé japonské kolonizaci silně protijaponsky naladěná. Protesty vyvolávalo i to, že z Japonska nepřišla žádná oficiální omluva (ta přišla až mnohem později, v roce 2010).
Pakova zahraniční politika stála, jako u jeho předchůdců, na vztazích se Spojenými státy. S tím souviselo jihokorejské angažmá ve vietnamské válce, Pak poslal do Vietnamu 320 tisíc vojáků.
Původně slíbil, že odejde z funkce roku 1971, ale slib nedodržel, naopak poté režim ještě více oddemokratičtěl: vyhlásil stav ohrožení, rozpustil parlament, zrušil ústavu a zesílil cenzuru. Již předtím však ústavně zaručené svobody byly spíše formálními proklamacemi. Zatímco v počátcích vlády měl Pak ve veřejnosti spíše podporu, po roce 1971 ji rychle ztrácel. 17. října 1972 vyhlásil stanné právo, rozpustil Národní shromáždění a pozastavil ústavu.

## Čtvrtá republika 1972-1979
Čtvrtá republika začala přijetím nové ústavy, zvané ústava Jusin. Tím získal Pak kontrolu nad parlamentem a možnost být doživotním prezidentem. Přes sociální nepokoje ekonomika kvetla díky pětiletkám a systému založenému Pak Čong-huiem. Většina růstu byla založena na zahraničních investicích.
Nespokojenost s jeho vládou vyvrcholila mohutnými demonstracemi roku 1979, které organizovaly především studenti (tzv. Pu-Ma nepokoje). Na 400 lidí bylo zatčeno, nepokoje však neustávaly, demonstranti začali útočit na policejní stanice i sídla vládnoucí strany. Během vrcholných nepokojů byl Pak zavražděn šéfem tajné služby Kim Če-gjuem. Ten se hájil vlastenectvím a tím, že Pak byl překážkou na cestě k demokracii. Průběh atentátu a jeho motivy jsou ovšem dodnes nejasné.

## Pátá republika 1979-1987
Po atentátu převzal roli prezidenta dosavadní premiér Čchö Kju-ha, ale jen o 6 dní později byl sesazen generálem Čonem Tu-hwanem v puči z 19. prosince. V květnu následujícího roku vypukly studentské a dělnické protesty. Čon 17. května vyhlásil stanné právo, ale protesty eskalovaly a následujícího dne vypuklo povstání v Kwangdžu, v důsledku kterého zahynulo 191 lidí. V září téhož roku byl Čon zvolen nepřímou volbou prezidentem. Byla přijata nová ústava s prezidentským systémem, ale vláda prezidenta byla omezena na jedno sedmileté funkční období. V tomto období také pokračoval ekonomický rozvoj.
Masakr v Kwangdžu však nezůstal zapomenut a existovala silná opozice vůči vládě vzešlé z vojenského puče. V červnu 1987 během červnového hnutí za demokracii vyšly miliony studentů a občanů do ulic, aby protestovaly proti vládě. 29. června 1987 vládní prezidentský kandidát Ro Tche-u ustoupil požadavkům a vydal prohlášení o politických reformách, které obsahovalo konání přímých prezidentských voleb a obnovení občanských práv. V říjnu 1987 byla revidovaná ústava schválena národním referendem a přímé volby nového prezidenta se konaly v prosinci, čímž pátá republika skončila.

## Šestá republika 1987-současnost
Šestá republika byla nastolena v roce 1987 a stále existuje.

### Ro Tche-u, 1988-1993
Ro Tche-u nakonec v první přímé volbě za 16 let zvítězil, přestože byl vojenským generálem a jedním z vůdců Čonova puče, protože opozice se nedokázala dohodnout na dostatečně silném protikandidátovi. Ro Tche-u byl jedním z hlavních organizátorů letních olympijských her v Soulu roku 1988.

### Kim Jong-sam, 1993-1998
Kim Jong-sam byl prvním korejským civilním prezidentem za 30 let. V roce 1997 Jižní Koreu silně zasáhla asijská finanční krize, země musela požádat o pomoc MMF.

### Kim Te-jung, 1998-2003
Kim Te-džung zvítězil v prezidentských volbách v prosinci 1997. Na čtvrtý pokus se mu podařilo získat nejvyšší post, po bravurně zvládnuté, nadměrně vyostřené kampani. Uspěl díky ekonomickému otřesu způsobenému asijskou finanční krizí a hlavně díky spojenectví s dřívějším arcinepřítelem Kim Čong-pchilem a také kvůli rozštěpení vládního tábora. Po své inauguraci v únoru 1998 vyhlásil tzv. "občanskou vládu" (kungmin čongbu) a zahájil Program slunečního paprsku (rovněž sluneční politika, hepit čongčchek, angl. Sunshine policy), který mu pomohl získat Nobelovu ceny za mír pro rok 2000. Nezanedbatelně rovněž prospěl severokorejskému komunistickému režimu přísunem trvale chybějících financí.

### Ro Mu-hjon, 2003-2008
Ro Mu-hjon proslul výrazně populistickým stylem a řadou kontroverzních politických kroků na domácí i mezinárodní scéně. Stal se prvním jihokorejským prezidentem, proti kterému Národní shromáždění zahájilo proceduru tzv. impeachmentu. Ústavní soud sice obvinění v několika bodech shledal jako opodstatněná, ale nikoli tak závažná, aby Roa prezidentského úřadu zbavil.

### I Mjong-bak, 2008-2013
I Mjong-bak v roce 2007 zvítězil v prezidentských volbách, když získal 48,7 procent hlasů. Funkce se ujal v únoru 2008. Ihned začal realizovat svůj plán na pozvednutí jihokorejské ekonomiky (tzv. plán 7-4-7), jehož součástí byla rozsáhlá privatizace (jihokorejská ekonomika měla vždy dosti rozsáhlý státní sektor) i kontroverzní plán na vybudování 540 kilometrů dlouhého vodního kanálu spojujícího Soul a Pusan. Plán 7-4-7 byl nazván podle základních ekonomických cílů: sedmiprocentní růst HDP, 40 000 dolarů HDP na hlavu a sedmá největší ekonomika světa. Jeho ekonomická strategie byla někdy též nazývána "mbnomika". Jeho vládu ovšem provázela řada korupčních skandálů.
V zahraničních vztazích krom tradičního spojenectví s USA vsadil též na dialog s Japonskem, Čínou a Ruskem. Po vypuknutí finanční krize roku 2008 dokonce inicioval tzv. tripartitu, pravidelné schůzky nejvyšších představitelů Koreje, Číny a Japonska, na nichž koordinovaly svůj boj s krizí. Za jeho vlády byla Korea pozvána do skupiny G 20 a byla také první zemí nepatřící do G 8, která hostila summit G 20. Svět Iho nicméně nejvíce vnímal jako aktéra zhoršení vztahů se Severní Koreou a v souvislosti s několikerou hrozbou znovuvypuknutí vojenského střetu dvou Korejí.

### Park Kun-hje, 2013-2017
Pak Kun-hje byla prezidentkou zvolena ve volbách konaných 19. prosince 2012. Do úřadu nastoupila 25. února 2013 a stala se tak první ženou v jihokorejském prezidentském úřadu. Je dcerou bývalého prezidenta a diktátora Pak Čong-huie, který se v zemi přes kontroverze spojené s jeho osobou těší stále značné oblibě. Sama Pak Kun-hje byla na přelomu let 2016 a 2017 parlamentem sesazena v důsledku korupční aféry. Definitivně byla funkce zbavena 10. března 2017.